# 구라시키 미관지구

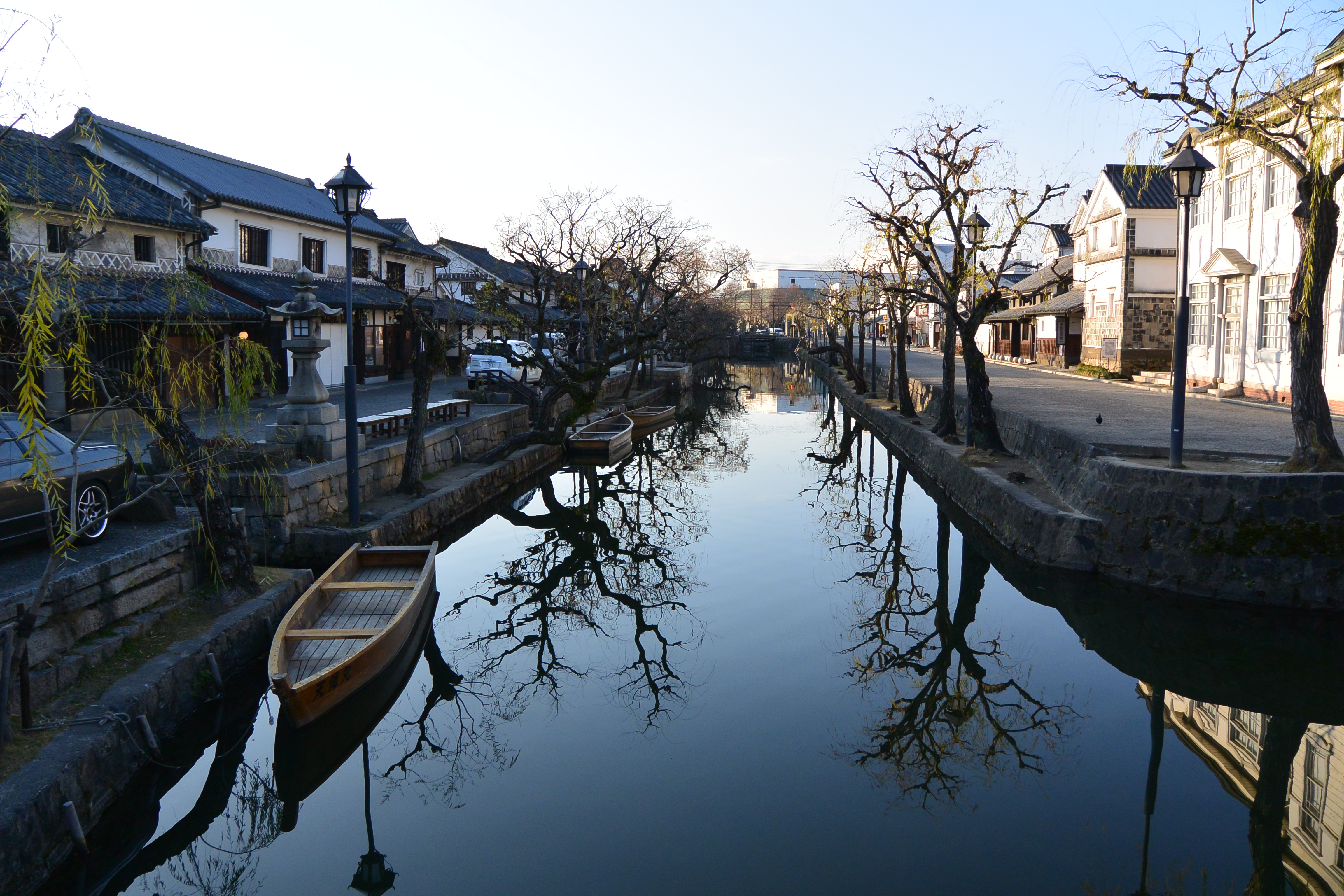
구라키시 미관지구

구라시키 미관지구(倉敷美観地区 구라시키 비칸치쿠[*])는 일본 오카야마현 구라시키시에 있는 관광 지구이다. 일부는 일본의 중요 전통적 건조물군 보존지구로 선정되어 있다.

## 주요 건축물
- 구 오하라가 주택 - 국가중요문화재, 2018년 4월부터 일부를 일반 공개
- 유린소 - 1928년에 만들어진 오하라가 별저, 쇼와 천황이 숙박한 적이 있다. 일반적으로 비공개
- 구라시키관 -  등록유형문화재, 구 구라시키초 사무소. 현재는 무료 휴게소 및 안내소로서 이용
- 이노우에 주택 - 국가중요문화재, 비공개
- 구스토가 주택 - 구라시키시 중요문화재, 국가등록유형문화재
- 구 주고쿠 은행 - 등록유형문화재
- 산라쿠 회관 - 구 구라시키 우체국